# Warren Haynes

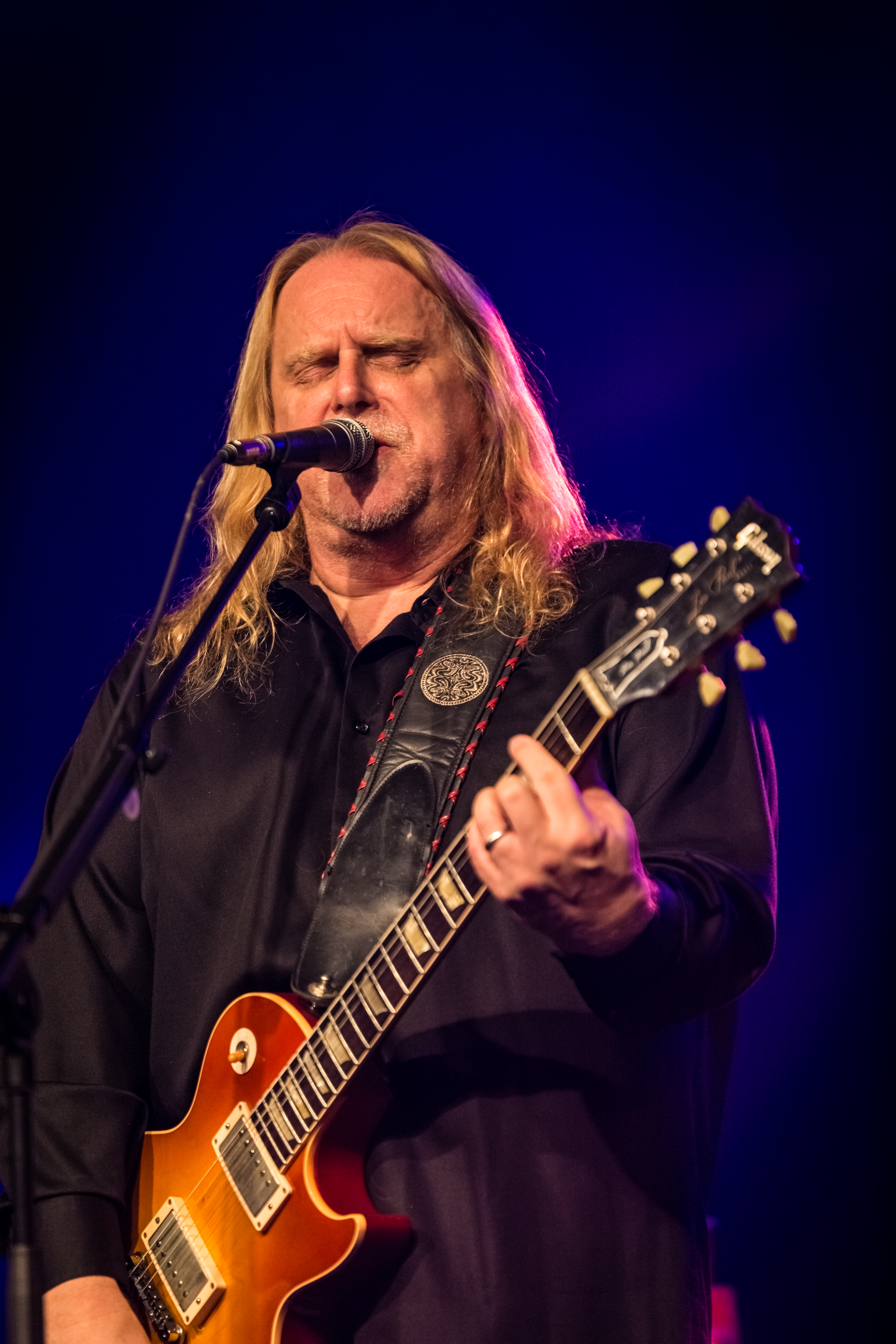
Warren Haynes, 2017

Warren Haynes (Asheville, Carolina del Norte; 6 de abril de 1960) es un guitarrista estadounidense de rock y blues, vocalista y compositor y, por mucho tiempo, miembro de The Allman Brothers Band. Haynes también fundó y gestionó Evil Teen Records.
Además Haynes ha sido el cantante principal, guitarrista y compositor de la banda Gov't Mule, que fundó con su compañero en la Allman Allen Woody, con el baterista de la que fue Dickey Betts Band, Matt Abts del mismo grupo. Además de tocar con la Allman Brothers y con Gov't Mule, Haynes ha grabado y realizado numerosas giras con antiguos miembros de Grateful Dead, ello sin abandonar una carrera en solitario. En 2004, fue incluido en el número 23 de la lista de los 100 guitarristas más grandes de todos los tiempos, publicada por la revista Rolling Stone,
junto con sus compañeros en la Allman Brothers Band Duane Allman, Dickey Betts, y Derek Trucks.